# Jan Toorop
Johannes Theodorus Toorop (født 20. december 1858 i Purworejo på Java i Hollandsk Ostindien; død 3. marts 1928 i Den Haag) var en nederlandsk maler.
1869 forlod Toorop Indonesien for gå på gymnasiet i Leiden og fra 1874 i Winterswijk. 1882 fik han et stipendium af Vilhelm 3. af Nederlandene til studier på kunstakademiet i Bruxelles Koninklijke Academie voor Schone Kunsten van Brussel, og 1885 blev han medlem af kunstnersammenslutningen Les Vingt ('De Tyve' )
|  |  | Toorop arbejdede inden for flere stilarter: neoimpressionisme, pointillisme og symbolismen En af hans plakater for salatolie "Delftsche Slaolie" gav navn til en særlig 'stil': slaoliestijl ('salatoliestil') |

| - Selvportrætter af Jan Toorop - 1880 - 1881 - 1882 - Med pipe, 1883 Zelfportret met pijp(nl) - 1915 |

| - Jan Toorop portrætteret - Toorop af Hendrik Haverman(nl), 1898 - Monument i Den Haag af John Rädecker, 1937 - Forstudie - Detalje af monumentet i Den Haag af Rädecker - Buste af Johan Coenraad Altorf(nl), 1952 |

| - Portrætter af Jan Toorop - Portræt af maleren Guillaume Vogels(nl), 1884 - Portræt af Alphons Diepenbrock, 1911 - Portræt af Willem Byvanck(nl), 1921 - Bønnen, selvportræt, 1927 Het gebed |

| - Plakater, bogomslag, reklamer af Jan Toorop - Bogomslag til Louis Couperus' roman Metamorfoze(nl), 1897 - Bogomslag til Couperus' Psyche(nl), 1897 ? - Plakat til udstilling om kvindearbejde, 1898 - Bogomslag til Couperus' Babel, 1901 |

| - Andre værker af Jan Toorop - Portræt af hustruen Annie Hall(nl), 1885 - Tre blomster ? 1886 Trio fleuri - Dame i hvidt, 1886 - Klaverspil, 1887 Het Pianospel - De tre brude, 1893 De drie bruiden(nl) - Tidens sang, 1893 Das Lied der Zeit - "Det forgangne", flisetableau, 1903 Het Verleden |